# Valle Bondione
La Valle Bondione è una valle laterale della Val Seriana in Provincia di Bergamo, Lombardia.

## Geografia
Percorsa dall'omonimo torrente ed interamente compresa nel territorio di Valbondione, la valle si sviluppa con andamento da Nord-Est verso Sud-Ovest ed è compresa tra i circa 900 m s.l.m. del fondovalle, dove si unisce alla valle Seriana a sud dell'abitato di Valbondione, ed i 2.680 del Passo di Bondione. 

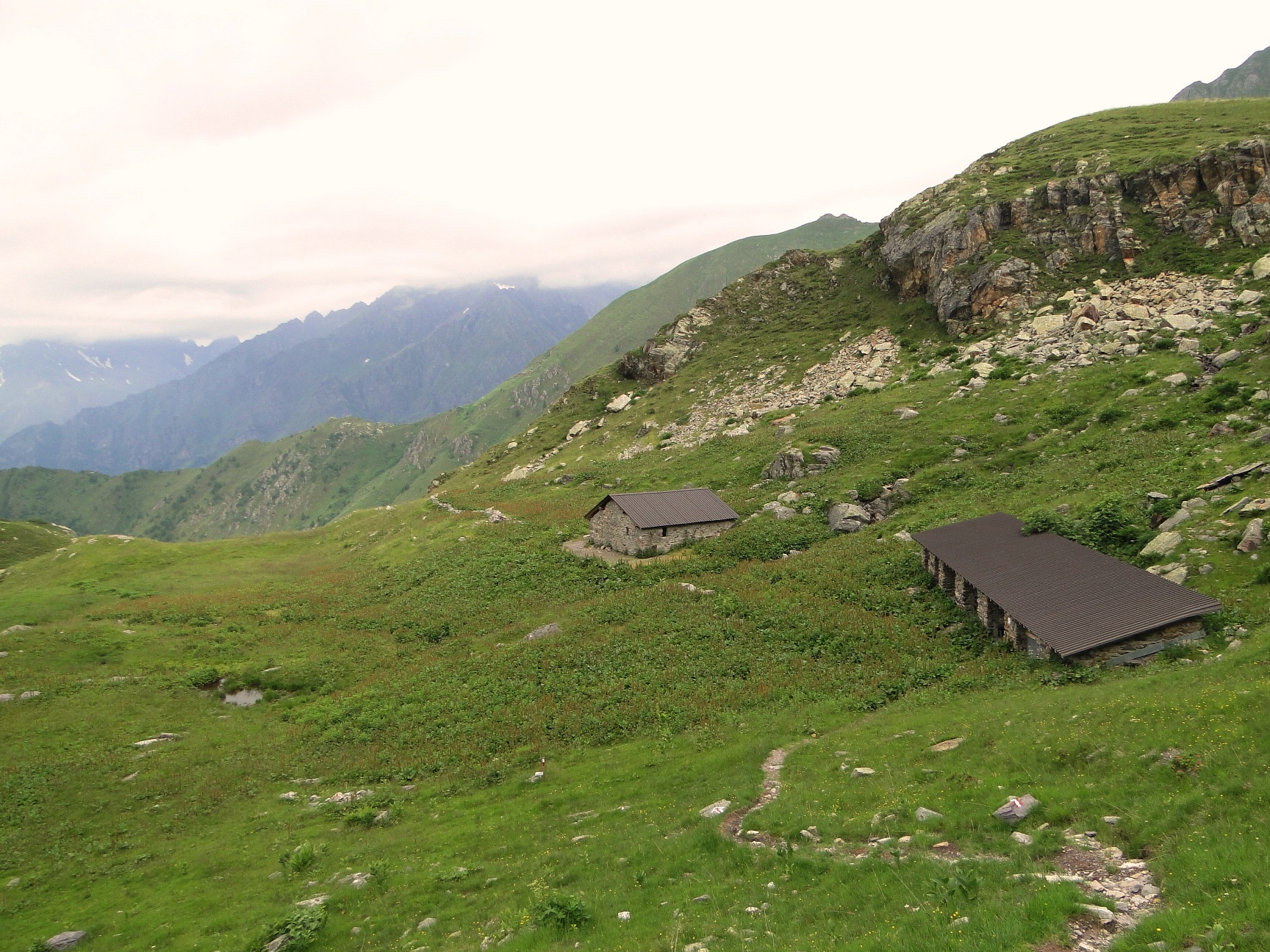
Le baite di Sasna

Ricchissima di acqua, con numerosi piccoli rivoli e laghetti (su tutti il lago di Bondione), è delimitata ad est dal monte Sasna (2.228 m s.l.m.), ad ovest dai monti Cimone (2.530 m s.l.m]) e Pomnolo (2.257 m s.l.m.), ed a nord dal passo di Bondione, che la divide dalla valle del Gleno, a sua volta tributaria della Val di Scalve.
In essa, ad un'altezza di circa 1.200 m s.l.m., si trova l'abitato di Lizzola, frazione di Valbondione, a monte della quale si sviluppano estese distese erbose solcate dal torrente Bondione, con numerose baite utilizzate dagli alpeggiatori.
In un contesto naturalistico di elevato profilo, è possibile compiere numerose escursioni: su tutte vi è il sentiero (segnavia del CAI numero 322) che la percorre in tutta la sua lunghezza, che permette di raggiungere anche la Val di Scalve ed il Rifugio Nani Tagliaferri. Altre tracce permettono di raggiungere anche il Passo della Manina, la valle della Cerviera ed il Rifugio Antonio Curò, nonché percorrere il sentiero delle miniere.

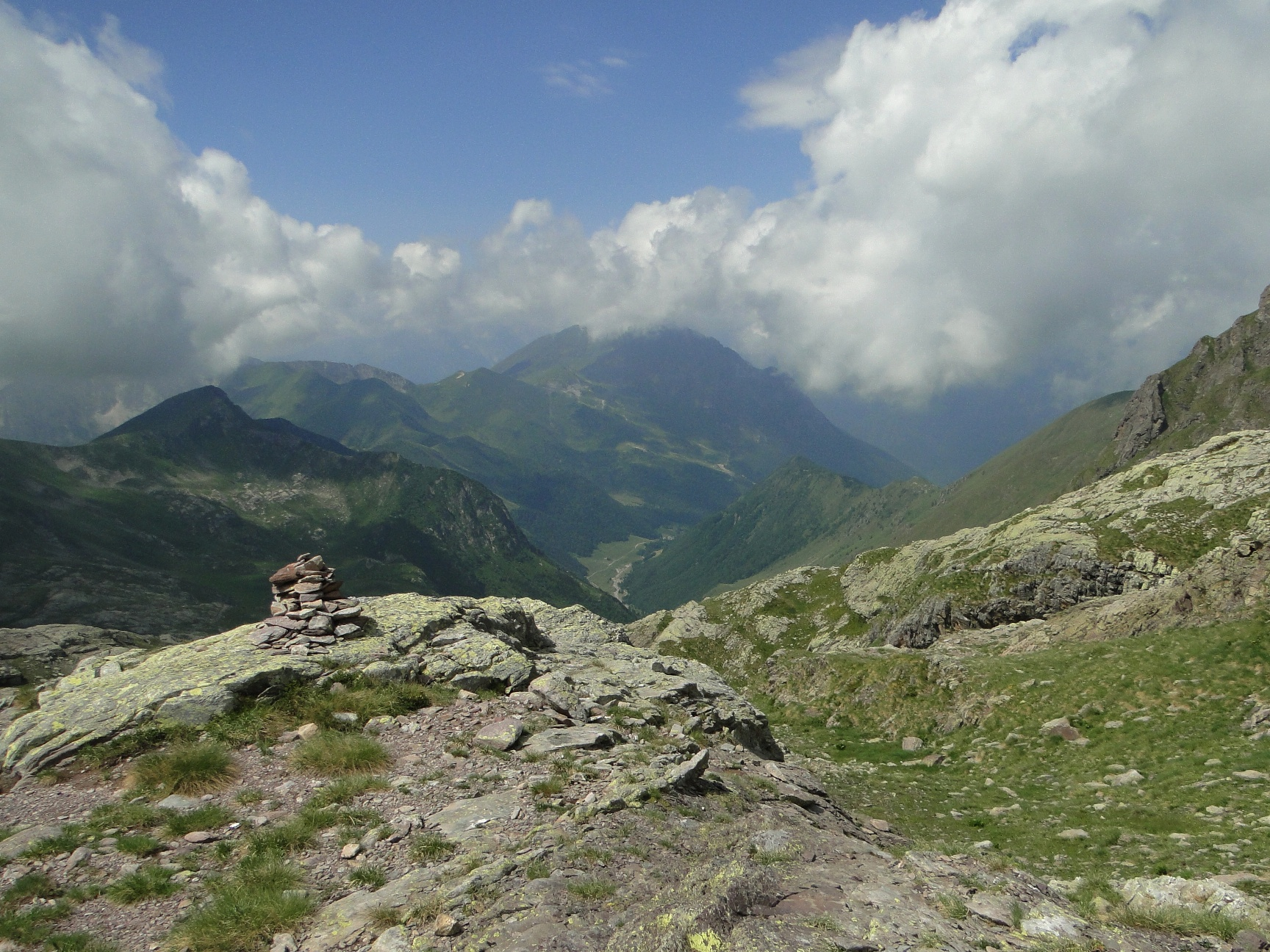
Vista della valle dal lago di Bondione

## Storia
La valle ha una storia antichissima, della quale si hanno notizie fin dai tempi della dominazione romana, epoca in cui il territorio fu interessato dall'estrazione di zinco e ferro.
Nei secoli successivi questa attività trovò un ulteriore sviluppo, diventando fonte di sostentamento per gli abitanti della zona, come testimoniato dalle numerose miniere presenti sul territori. Queste, abbandonate nel corso del XX secolo, sono tuttora visitabili e per questo inserite in un percorso che le collega a quelle presenti nelle valli limitrofe.